# 末近内蔵助
末近 内蔵助（せちか くらのすけ）は、戦国時代の武将。安芸国の国人である小早川氏の家臣。苗字の読みは「すえちか」とも。

## 生涯
中原就久の子として生まれ、小早川氏に属する。備後国の末近と羽倉を領し、在名から「末近」の苗字を名乗った。
安芸国の国人である平賀氏において、当主の平賀弘保と嫡男の平賀興貞の間で度々争いが起こっており、天文5年（1536年）8月、毛利元就は平賀弘保とその次男・入野貞景に味方し、平賀興貞の頭崎城を攻撃した。この時の戦いに内蔵助も加わり、乃美氏の仲介で元就から感謝の意を表されている。
それ以降の内蔵助の動向は不明だが、子の信賀が後を継いだ。